# Topiris
Topiris (grec antic: Τοπιρίς o Τοπηρίς, llatí: Topiris o Topirus) va ser una ciutat de Tràcia al nord-est de la boca del riu Nestos, i a l'oest d'Abdera.
En temps de Procopi era la principal ciutat marítima de Tràcia, i es trobava a dotze dies de navegació de Constantinoble. Se sap molt poc d'aquesta ciutat Més tard se li va canviar el nom i s'anomenava Rhusion (Ῥούσιον) i va ser la seu d'un bisbat. Justinià I va reconstruir les seves muralles que havien estat destruïdes, i les va enfortir.